# Archaeidae
Famille
Les Archaeidae sont une famille d'araignées aranéomorphes.

## Distribution

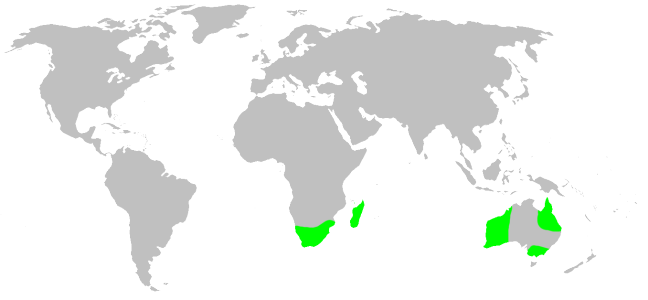
Distribution

Les espèces de cette famille se rencontrent en Afrique du Sud, à Madagascar et en Australie. Des fossiles sont connus d'Eurasie.

## Description
Les Archaeidae sont appelées "Pelican spiders" par les anglophones à cause de l'aspect particulier de leur céphalothorax : ce dernier est allongé, presque vertical, et prolongé par de long chélicères dont la position évoque un bec de pélican maintenu contre le long cou. L'abdomen est lui aussi voûté et possède une sorte de sclérite à son sommet présentant plusieurs paires de tubercules. Les dimensions de ces araignées sont très réduites (2 à 4 mm à l'âge adulte). Elles vivent dans les forêts pluviales et autres environnements très humides, où elles fréquentent les crevasses dans les écorces, la mousse humide ou l'épaisseur de la litière forestière. Elles tuent leurs proies en les transperçant de leurs longs chélicères barbelés.

## Paléontologie
Cette famille est connue depuis le Jurassique.

## Taxonomie
Cette famille rassemble 90 espèces dans cinq genres actuels.

## Liste des genres
Selon World Spider Catalog (version 21.5, 18/08/2020) :
- Afrarchaea Forster & Platnick, 1984
- Austrarchaea Forster & Platnick, 1984
- Eriauchenus O. Pickard-Cambridge, 1881
- Madagascarchaea Wood & Scharff, 2018
- Zephyrarchaea Rix & Harvey, 2012

Selon The World Spider Catalog (version 20.5, 2020) :
- † Archaea C. L. Koch & Berendt, 1854
- † Baltarchaea Eskov, 1992
- † Burmesarchaea Wunderlich, 2008
- † Eoarchaea Forster & Platnick, 1984
- † Eomysmauchenius Wunderlich, 2008
- † Jurarchaea Eskov, 1987
- † Myrmecarchaea Wunderlich, 2004
- † Patarchaea Selden, Huang & Ren, 2008
- † Planarchaea Wunderlich, 2015
- † Saxonarchaea Wunderlich, 2004

## Publication originale
- C. L. Koch & Berendt 1854 : « Die im Bernstein befindlichen Crustaceen, Myriapoden, Arachniden und Apteren der Vorwelt. » Die in Berstein befindlichen Organischen Reste der Vorwelt, Berlin, vol. 1, no 2, p. 1-124.